# Јосип Липокатич
Јосип Липокатич (Марибор 13. новембар 1921) бивши је југословенски кајакаш који се такмичио на Олимпијским играма 1952. у Хелсинкију.
Такмичио се у 2 дисциплине. У трци кајака једноседа К-1 на 1.000 метара. Веслао је у другог групи и заузео 6 место и није се квалификовао за финале. Завршило су као 15. од укупно 20 учесника из исто колико земаља.. У другој дисциплини К-1 10.000 метара завршио је као 13. од 17 такмичара.